# 杉若無心
杉若 無心（すぎわか むしん、生没年不詳）は、安土桃山時代の武将・大名。藤七。越後守。息子に杉若氏宗、娘に丹羽長秀室（藤堂高吉母）、神保相茂室、広橋総光室。豊臣秀長・秀保の重臣。

## 生涯
越前国の出身で、朝倉氏の家臣だったとされる。天正13年（1585年）、羽柴秀吉の紀州征伐に従い、羽柴秀長に従って湯河直春の芳養泊城（泊山城）を攻略した。戦後は紀伊国田辺の領主となり、泊山城に拠る。天正18年（1590年）に新たな居城として上野山城を築き、また城下町の整備を行った。文禄年間（1592年‐1595年）に家督を氏宗に譲る。秀保が死去すると、秀吉に直属して19,000石を領した。
文禄の役では、氏宗の舟手組頭として650の兵を率いる。慶長5年（1600年）の関ヶ原の戦いで氏宗と共に西軍に属し、改易された。その後は京に住み、慶長7年（1602年）頃までは公家と交際していたようである。